# Fursac
Fursac – gmina we Francji, w regionie Nowa Akwitania, w departamencie Creuse. W 2013 roku liczba ludności wynosiła 1561 mieszkańców. 
Gmina została utworzona 1 stycznia 2017 roku z połączenia dwóch ówczesnych gmin: Saint-Étienne-de-Fursac oraz Saint-Pierre-de-Fursac. Siedzibą gminy została miejscowość Saint-Étienne-de-Fursac.